# Coppélia

Coppélia là vở ba lê hài kịch, ban đầu được dàn dựng bởi Arthur Saint- Léon, nhạc của Léo Delibes, với kịch bản ba lê của Charles Nuitter. Bản của Nuitter và mise -en -scene dựa trên hai câu chuyện của ETA Hoffmann: Der Sandmann (The Sandman), và Die Puppe (The Doll). Coppélia công chiếu vào 23/05/1870 tại nhà hát Théâtre Impérial l'Opéra. Cô bé Giuseppina Bozzacchi-16 tuổi được diễn vai chính Swanhilde. Vở diễn đầu tiên đã đem lại thành công nhưng bị gián đoạn bởi cuộc chiến tranh Pháp -Phổ, và sự bao vây của Paris. Cuộc chiến này lấy đi mạng sống của cô bé Giuseppina Bozzacchi vào ngày sinh nhật lần thứ 17. Nhưng cuối cùng, Coppélia đã trở thành vở ba lê với những điệu múa hay nhất, được biểu diễn tại nhà hát Opéra.
Các phiên bản ngày nay có nguồn gốc cổ truyền từ bản phục hồi lại của Marius Petipa, cho công ty múa ba lê của Nga Imperial Ballet của thành phố St Petersburg vào cuối thế kỷ 19. Vũ đạo của Petipa đã được chép lại thành phương pháp điệu múa Stepanov vào đầu thế kỷ 20. Những điệu múa này sau được dùng cho các phiên bản khác ở St Peterburg, trong đó có công ty Ballet Vic- Wells (tiền thân ngày hôm nay của Royal Ballet).

## Kịch bản
Búp bê Coppélia được tạo ra bởi nhà phát minh: tiến sĩ Coppelius. Ông đã chế tạo những con búp bê biết nhảy múa có kích cỡ to bằng người thật. Trông cô nàng búp bê Coppélia sống động đến mức làm chàng nông thôn Franz từ nhìn ngắm đến say mê, quên luôn cả người yêu thật của mình là nàng Swanhilde. Swanhilde phải đóng giả làm búp bê để cho Franz thấy mình đã điên dại thế nào, đồng thời cứu anh khỏi bị hại dưới bàn tay của tiến sĩ Coppelius.
Màn I
Câu chuyện bắt đầu vào dịp lễ hội. Thị trấn đang tổ chức mừng sự kiện người dân sắp có một cái chuông mới.
Người Burgomaster thông báo rằng lãnh chúa Manor sẽ tặng quà hồi môn cho các cặp đôi kết hôn vào những ngày này. Swanhilde và Franz định kết hôn nhân dịp lễ hội. Tuy nhiên Swanhilde đang giận dỗi Franz vì chứng kiến anh đưa tình với nàng Coppélia, cô gái thường ngồi đọc sách ngoài ban công gần đó. Chủ nhà của Coppélia là một nhà phát minh bí ẩn, trông yếu ớt và ma quái: Tiến sĩ Coppélius. Dù Coppélia dành hầu hết thời gian ngồi bất động và đọc sách, Franz vẫn say mê vẻ đẹp của nàng và quyết tâm lôi kéo sự chú ý của người đẹp.
Cha xứ bảo rằng nếu lắc nhánh lúa mì và nghe được âm thanh phát ra thì sẽ biết được ai là tình yêu đích thực. Swanhilde làm theo nhưng chẳng nghe thấy gì cả (có bản viết rằng cô có nghe nhưng vì giận nên nói dối là không nghe). Franz thấy vậy liền nói dối là anh có nghe thấy âm thanh phát ra, nhưng Swanhilde không tin, cho rằng mình bị phụ tình và bỏ chạy.
Tiến sĩ Coppelius vừa bước ra khỏi cửa thì bị một đám trai trẻ phá đám. Sau khi xua đuổi bọn họ, ông tiếp tục đi mà quên mất rằng đã bỏ quên chìa khóa nhà. Swanhilde tìm thấy chìa khóa và vì tò mò về nàng Coppélia, nên đã cùng bạn bè đột nhập vào nhà tiến sĩ. Trong khi đó Franz lập kế hoạch lẻn vào gặp Coppélia bằng cách leo thang.
Màn II
Swanhilde và các cô bạn bước vào căn phòng lớn. Trong đó có rất nhiều người bất động. Họ phát hiện ra đó không phải người thật mà chỉ là những con búp bê máy. Các cô bắt đầu khởi động chúng và nhìn búp bê di chuyển. Swanhilde tìm ra Coppélia, cũng chỉ là một con búp bê, ở đằng sau tấm rèn,
Tiến sĩ Coppélius về nhà và phát hiện ra các cô gái. Ông vừa nổi giận về việc họ vào nhà không xin phép, vừa bực việc họ đã làm lộn xộn phòng làm việc của mình. Sau khi đuổi họ ra khỏi nhà, ông bắt đầu dọn dẹp. Tuy nhiên, khi thấy anh chàng Franz lấp ló ngoài cửa sổ, tiến sĩ mời anh chàng bước vào. Ông muốn mang lại sự sống cho Coppélia, và để thành công, cần phải có một người hy sinh. Bằng cách sử dụng câu thần chú, ông sẽ tráo hồn của Franz cho nàng Coppélia. Sau khi uống rược pha thuốc ngủ của tiến sĩ Coppelius, Franz bắt đầu thiu ngủ, và ông tiến sĩ bắt đầu đọc thần chú.
Ngoài luồng dự đoán của tiến sĩ, Swanhilde vẫn chưa ra khỏi nhà mà đang núp sau tấm rèn. Cô mặc quần áo của Coppélia và giả làm búp bê đã biến thành người thật. Swanhilde đánh thức Franz dậy và khởi động tất cả những con búp bê khác để tiện đường chạy trốn. Tiến sĩ Coppelius bối rối trước sự việc xảy ra. Sau khi phát hiện búp bê Coppélia vẫn nằm yên bất động sau tấm rèn, ông trở nên buồn bã.
Màn III
Ngay lúc Swanhilde và Franz sắp kết hôn, ông tiến sĩ Coppelius giận dữ xuất hiện và tuyên bố việc cô làm đã gây tổn thất cho ông. Hốt hoảng khi biết mình đã gây chuyện, Swanhilde xin ông nhận quà hồi môn làm đền bù thiệt hại và tha thứ cho cô. Nhưng cha của Swanhilde đề nghị trả tiền bồi thường thay và cô cứ giữ lấy quà hồi môn.
Khi đó, ngài thị trưởng liền can thiệp và đưa cho tiến sĩ một túi tiền. Tiến sĩ Coppelius hoàn toàn hài lòng với số tiền đó.
Kết thúc màn, cả thị trấn nhảy mừng cho đôi vợ chồng mới cưới Swanhilde và Franz.